# Élodie Gossuin
Élodie Gossuin, née le 15 décembre 1980 à Reims (Marne), est un mannequin, une reine de beauté, chroniqueuse, animatrice de radio et de télévision, styliste et femme politique française.
Elle est élue Reine du Muguet à Compiègne en 1998, Miss Picardie 2000, Miss France 2001 puis Miss Europe 2001. Elle est la 71e Miss France.
Elle commence une carrière à la télévision en 2005 en présentant la téléréalité Miss Swan sur TF6. Elle est par la suite à la tête d'émissions de divertissement, de reportages et de faits divers en alternance dans les groupes France Télévisions et M6. Elle évolue aussi à la radio, animant la matinale de Fun Radio et de NRJ de 2011 à 2012 puis celle de RFM entre 2015 et 2022.
Par ailleurs, elle a été conseillère régionale (UMP) de Picardie entre 2004 et 2015.

## Biographie

### Enfance et formation
Élodie Gossuin grandit en Picardie, à Trosly-Breuil, un petit village près de Compiègne dans l'Oise.
Après un baccalauréat scientifique, Élodie Gossuin entame des études de médecine à la faculté d'Amiens, puis s'inscrit en école de soins infirmiers,.

### Concours de beauté

#### Miss France

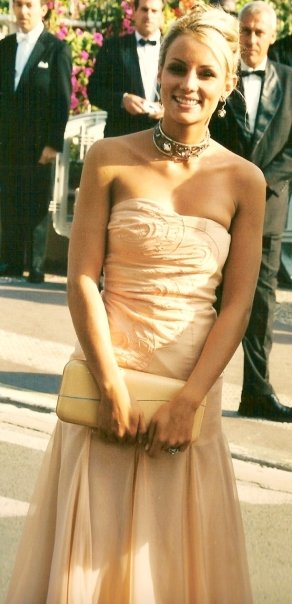
Élodie Gossuin au Festival de Cannes 2001.

Couronnée reine du Muguet de Compiègne en 2000, elle s'est ensuite présentée successivement à l'élection de Miss Oise et de Miss Picardie 2000 à Saint-Quentin où elle atteint la première marche. Avec cette écharpe de Miss Picardie, elle est sélectionnée pour l'élection de Miss France 2001 se déroulant à Monaco le 9 décembre 2000, diffusée en direct sur TF1. Elle est élue Miss France à 19 ans, six jours avant ses 20 ans, devant quatorze millions de téléspectateurs. Elle devient la troisième Miss Picardie élue Miss France 48 ans après Sylviane Carpentier.
Ses dauphines :
- 1re dauphine : Stéphanie Faby (Miss Corse)
- 2e dauphine : Marine Clouet (Miss Poitou)
- 3e dauphine : Nawal Benhlal (Miss Lyon)
- 4e dauphine : Élise Duboquet (Miss Flandres)
- 5e dauphine : Carine Bedoya (Miss Midi-Pyrénées)
- 6e dauphine : Estelle Rouquette (Miss Cévennes)

Durant un an, elle parcourt la France aux côtés de Geneviève de Fontenay, la présidente du Comité Miss France, à la rencontre du public.
Madagascar, le Liban, Mayotte, La Réunion, Porto Rico, le Japon, le Maroc et le Canada sont les pays et régions qu'elle découvre en tant que Miss France 2001.
D'après un sondage paru en juin 2008, Miss France 2001 arrive en troisième position du classement de la miss la plus belle selon les Français derrière Sonia Rolland (20 % des suffrages) et Valérie Bègue (16 %). Cependant, Élodie Gossuin arrive en première place en cumulant les résultats des quatre catégories proposées aux sondés.

#### Concours de Miss Univers
Le 11 mai 2001, elle se classe dans le top 10 de l'élection de Miss Univers 2001 à Bayamón (Porto Rico), malgré des rumeurs qui mettaient en doute son appartenance à la gent féminine. Ces rumeurs ont été relayées quelques jours avant l'élection sur place (notamment par une journaliste américaine du Daily News) et en France sur des blogs. Face à cette affaire, Geneviève de Fontenay, présidente du comité Miss France, arrivera en urgence sur place pour calmer la situation, les obligeant notamment à présenter l'acte de naissance d'Élodie et à passer des tests[réf. nécessaire].

#### Miss Europe

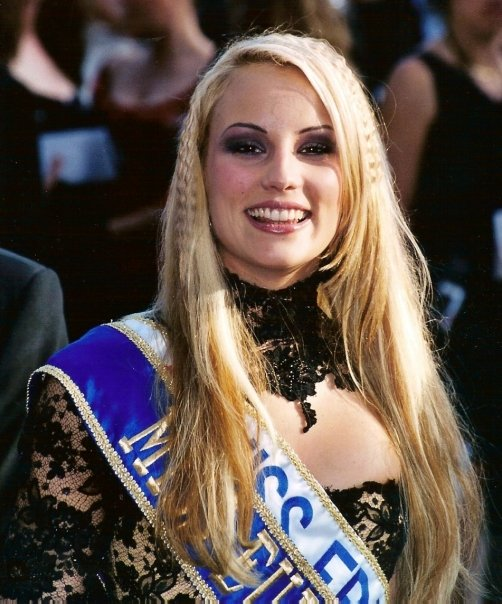
Élodie Gossuin portant ses écharpes de Miss France et Miss Europe.

Le 8 décembre 2001, son année de Miss France se termine et elle remet la couronne à Sylvie Tellier, Miss Lyon élue Miss France 2002. Le 29 décembre 2001, Élodie Gossuin, représentant la France, est sacrée Miss Europe 2001 à Beyrouth au Liban.
Ses dauphines :
- 1re dauphine : Adriana Gerczew (Miss Pologne)
- 2e dauphine : Karla Milinovic (Miss Croatie)
- 3e dauphine : Hatice Sendil (Miss Turquie)
- 4e dauphine : Verónica Martín (Miss Espagne)

Elle devient Miss Europe 35 ans après la dernière Française, Maria Dornier, et est la sixième Française sacrée Miss Europe.

### Mannequinat
En 2003, elle devient l'égérie de Lucie Saint-Clair, grand coiffeur international. Toujours la même année, son fan-club et son site Internet officiel sont créés. En 2013 son site Internet est fermé, un nouveau est créé en 2014.
En janvier 2005, elle fait partie des treize personnalités qui ont posé dans le calendrier Pin up de la télé organisé par Télé 7 jours. On y retrouve des Miss France : Sylvie Tellier, Lætitia Bléger, Cindy Fabre et des personnalités du petit écran et de la chanson dont notamment Ève Angeli, Séverine Ferrer, Elena Lenina, Aurélie Konaté, Véronika Loubry, Lynda Lacoste, Marjolaine, Anne-Gaëlle Riccio, Clara Morgane.
En juillet 2016, Élodie Gossuin est choisie comme égérie de la marque de produit minceur XL-S Medical (groupe Omega Pharma).
En septembre 2016, Élodie, mère de quatre enfants (deux fois des jumeaux) devient l'égérie de l'enseigne de jouets JouéClub.

### Activités politiques
En 2004, Élodie Gossuin devient conseillère régionale de Picardie, sans étiquette, élue dans l'Oise sur la liste UMP conduite par Gilles de Robien. Son travail et son assiduité au sein du conseil régional lui valent la reconnaissance de ses adversaires politiques.
Candidate en septième position sur la liste de la majorité présidentielle conduite par Caroline Cayeux lors des élections régionales de 2010, elle perd provisoirement son mandat, l'UMP n'ayant obtenu que six sièges.
Après la démission d'Édouard Courtial le 14 octobre 2010, elle fait son retour au conseil régional. Son mandat se termine avec le renouvellement du conseil régional le 13 décembre 2015.

### À la radio
Le 7 mars 2011, elle intègre l'équipe de la matinale Manu à la radio ! (6 h-9 h) sur Fun Radio, présentée par Manu Levy, Grégory Vacher et Virginie de Clausade en remplacement de cette dernière durant son congé maternité. Elle avait déjà animé des best-of de cette émission durant certaines vacances.
Du 22 août 2011 au 28 juin 2012, elle anime Manu dans le 6/9! sur NRJ aux côtés de Manu et de Vacher.
À partir de septembre 2015, elle co-anime la matinale de RFM ; la première année avec Bruno Roblès puis avec Albert Spano, à la suite du départ du précédent. À la fin de la saison 2022, elle quitte l’animation de l'émission, remplacée en septembre par Caroline Ithurbide.
En septembre 2022, elle intègre l'émission des Grosses Têtes animée par Laurent Ruquier.
En 2024, elle rejoint RTL en prenant les rênes de l'émission Stop ou Encore, d'abord en tant que remplaçante en avril et ensuite comme animatrice d'été et des vacances de fin d'année.

### À la télévision
Elle participe à la première saison de La Ferme Célébrités d'avril à juin 2004 sur TF1. Elle se classe troisième après dix semaines de participation, récoltant ainsi 150 000 € pour l'association Tous ensemble pour l'avenir de Chloé qu'elle défend.
À partir de 2005, elle anime, sur TF6, plusieurs saisons de l'émission Miss Swan. En 2006, elle devient chroniqueuse pour le magazine Public et dans l'émission Morning Café sur M6 aux côtés de Magloire, entre autres. En mars 2007, elle rejoint Direct 8 comme chroniqueuse dans l'émission Un Max de services présentée par Max.
Elle participe à l'émission Incroyables Expériences diffusée le 27 février 2010 sur France 2.
En avril 2010, elle fait partie, jusqu'en octobre 2011, de l'équipe des chroniqueurs de l'émission Touche pas à mon poste ! présentée par Cyril Hanouna sur France 4.
En janvier 2011, elle participe à la 33e édition du rallye Dakar, en tant que chroniqueuse dans les émissions de France 2 et France 4. Elle y est victime d'un accident de piwi (sorte de mini-moto) sans gravité.
En 2011, elle coprésente avec Enora Malagré l'émission Ça va mieux en le disant sur France 4. À partir du 8 octobre 2012, elle présente sur la même chaîne Un coach pour changer ma vie, émission dont l'efficacité thérapeutique est controversée.
De novembre 2012 à mars 2013, elle est chroniqueuse dans l'émission Faut pas rater ça ! sur France 4, présentée par Florian Gazan.
En 2014, elle participe à l'émission de divertissement de TF1 Stars sous hypnose, aux jeux Les People passent le bac sur NRJ 12, L'Œuf ou la poule ? sur D8, Qu'est-ce que je sais vraiment ? sur M6, Face à la bande sur France 2
Elle participe aussi à N'oubliez pas les paroles ! ou encore Tout le monde veut prendre sa place ou encore à Attention à la marche ! et Les 12 coups de midi.
À partir du 4 février 2014, elle redevient chroniqueuse dans l'émission Touche pas à mon poste ! sur D8. En juin 2014, son contrat n'est pas renouvelé et elle quitte donc l'émission.
Le 27 mars 2015, elle participe à l'émission de NRJ 12 Les 10 ans de la TNT, présentée par Manu Levy et Anne-Gaëlle Riccio.
De mai 2015 à mai 2018, elle participe au divertissement de France 2 Les Années bonheur animé par Patrick Sébastien, en tant que co-animatrice aux côtés de ce dernier et de Fabien Lecœuvre. Sophie Thalmann, qui était sa remplaçante jusqu'alors, prend sa suite pour la saison 2018-2019, dernière du programme.
Elle participe également à l'émission Vendredi tout est permis, présentée par Arthur sur TF1.
En 2016, elle présente sur TiJi avec Adeline Blondieau Les Contes de Tiji.
Du 23 janvier au 24 février 2017, elle présente l'émission culinaire Un chef à l'oreille à 16 h 50 sur France 2, accompagnée des chefs Flora Mikula et Yoni Saada.
À partir du 1er novembre 2018, elle devient un visage de la chaîne 6ter avec la présentation d'un nouveau magazine familial, à savoir Familles extraordinaires. Elle se voit ensuite confier la présentation de deux nouveaux magazines avec Les Vacances préférées des Français et Vive le camping!. Dans le même groupe, elle anime, depuis 2022, des émissions musicales et de divertissement sur M6, W9 et Gulli, aux côtés de Jérôme Anthony, Éric Antoine ou encore Issa Doumbia.

#### Jeux
Elle a participé treize fois en tant que candidate au jeu Fort Boyard sur France 2 : en 2001, 2003, 2008 (avec Bertrand, son mari), 2009, 2011, 2012, 2014, 2018, 2019, 2021, 2022, 2023 et 2025. Cela fait d'elle la personnalité ayant le plus participé à Fort Boyard depuis la création du jeu[réf. nécessaire]. Durant l'été 2015, elle est l'un des nouveaux personnages de Fort Boyard. Elle y incarne « Élodie l'Experte », une guerrière de la Cage.
Elle participe souvent, entre 2009 et 2016, comme « maitre-mot » au jeu Mot de passe présenté par Patrick Sabatier sur France 2.
Le 17 décembre 2011, elle participe à un prime-time de l'émission N'oubliez pas les paroles de Nagui, diffusée sur France 2. Avec Gérard Lenorman, ils remportent ensemble 50 000 € pour l'association Vaincre la mucoviscidose.
Elle participe, le 14 juillet 2012, à l'émission Le Bal des 12 coups, une spéciale des Douze coups de Midi !, présentée par Jean-Luc Reichmann, et diffusée en première partie de soirée sur TF1.
Elle participe à Qui veut gagner des millions ? en août 2012. Le 12 avril 2013 sur TF1, elle joue en duo avec Laurent Ournac lors du prime time spécial de Money Drop en faveur du Secours populaire. Le 14 février 2014, elle participe au jeu en duo avec Bertrand Lacherie.
En 2013, elle participe régulièrement au jeu Tout le monde aime la France, animé par Sandrine Quétier sur TF1. Elle a également fait une apparition furtive dans l'émission de poker La Maison du bluff saison 3, sur NRJ 12 pour encourager les candidats.
De l'été 2014 à 2015, elle fait partie des « maîtres mots » de l'émission Pyramide sur France 2.
Entre 2015 et 2018, elle participe à plusieurs éditions du Grand Concours des animateurs sur TF1. Le 30 mai 2015 pour sa deuxième participation, elle remporte le concours pour la première fois. Elle met fin à la série de victoires du journaliste Julien Arnaud. Elle remporte pour la seconde fois le concours l’année suivante.
À compter de 2017, elle fait partie des célébrités candidates auprès d'anonymes dans le jeu Tout le monde a son mot à dire présenté par Olivier Minne et Sidonie Bonnec sur France 2.

#### Concours de beauté
Le 13 décembre 2003, elle est membre du jury de l'élection de Miss France 2004 qui se déroule à Deauville, retransmise en direct sur TF1.
En décembre 2009, sur NRJ 12 elle est membre du jury de l'élection de Mister France 2010 présentée par Clara Morgane et Alexandre Taliercio avec à ses côtés Rachel Quesnay, David Metai, Cindy Fabre et Robert Teriitehau.
Le 5 décembre 2010, elle présente, aux côtés de Jacky, l'élection de Miss Nationale 2011, comité concurrent de Miss France créé par Geneviève de Fontenay à la suite de sa démission du comité Miss France en avril 2010. Cette élection est diffusée en fil rouge sur BFM TV.
Le 10 décembre 2012, elle est la vice-présidente du jury de l'élection de Miss Prestige National 2013, concours créé en 2010 par Geneviève de Fontenay. L'élection s'est déroulée au Lido à Paris et a été retransmise sur Dailymotion.
En 2014, elle préside le concours Top Model Belgium dont la finale, présentée par Tonya Kinzinger, s'est déroulée au Lido le 23 novembre à Paris.
Le 19 décembre 2020, elle fait partie du jury de l'élection de Miss France 2021 présidé par Iris Mittenaere (Miss France 2016 et Miss Univers 2016) et composé uniquement d'anciennes Miss France[réf. nécessaire]. L'élection se déroule au Puy du Fou et est retransmise en direct sur TF1.
Le 11 février 2023, elle est l'invitée d’honneur et présidente du jury de la Fête des Jonquilles de Gérardmer.

#### Danse avec les stars
À l'automne 2017, elle participe à la huitième saison de l'émission Danse avec les stars sur TF1, aux côtés du danseur Christian Millette, et termine quatrième de la compétition.

#### Eurovision
Élodie Gossuin est la porte-parole de la France pour l'annonce des points du jury français lors des finales de l'Eurovision pendant 3 années d'affilée, de 2016 à 2018. Ainsi, le 14 mai 2016, elle succède à Virginie Guilhaume pour présenter depuis Paris les points attribués par le jury français lors du vote final du 61e Concours de l'Eurovision se déroulant à Stockholm (Suède). Le 13 mai 2017, elle est de nouveau la porte-parole de la France lors de la finale de la 62e édition en direct de Kiev (Ukraine). Le 12 mai 2018, elle occupe pour la troisième année consécutive le poste lors de la finale de la 63e édition en direct de Lisbonne (Portugal). En 2019, elle n'occupe pas le poste pour la 64e édition où c'est Julia Molkhou qui officie.
Le 19 décembre 2021, elle présente le Concours Eurovision de la chanson junior 2021, en direct de La Seine Musicale à Paris, aux côtés d'Olivier Minne et Carla et diffusé sur France 2.
En 2022, elle est à nouveau la porte-parole de la France lors de la finale du 66e Concours Eurovision de la chanson.

## Synthèse des émissions

### Télévision

#### Animatrice
- 2005-2006 : Miss Swan sur TF6
- 2009 : La première fois sur TF6
- 2009 : Les 50 clips les + nazes sur TF6
- 2009 : Les sports les plus cons du monde sur TF6
- 2009 : Les inventions les plus cons du monde sur TF6
- 2010 : Élection de Miss Nationale 2011 sur BFM TV, avec Jacky
- 2011 : Le plus grand fan sur TF6 avec Alex Fighter
- 2011 : Enquêtes extraordinaires sur TF6 avec Stéphane Allix
- 2011 : Ça va mieux en le disant sur France 4 coprésenté avec Enora Malagré
- 2011 : Rallye Dakar sur France 2 et France 4
- 2011 : Téléthon sur France 4
- 2012 : Un coach pour changer ma vie sur France 4
- 2012 : 100% phénomènes sur TF6
- 2012 : Nos plus belles images sur TF6
- 2013 : Dis moi oui sur TF6, avec Bertrand Lacherie
- 2015 : Les 170 ans de la SPA sur France 2, avec Stéphane Bern
- 2015-2018 : Les années bonheur sur France 2, avec Patrick Sébastien
- 2016 : Les contes de Tiji sur Tiji, avec Adeline Blondieau
- 2017 : Un chef à l'oreille sur France 2
- 2017 : 4 pattes pour une famille sur Gulli
- 2018 - 2022 : Familles extraordinaires sur 6ter, et depuis 2024 sur Gulli
- Depuis 2018 : Les vacances préférées des Français sur 6ter et depuis 2024 sur Gulli
- Depuis 2019 : Vive le camping sur 6ter
- 2019 : Des Noëls hors du commun sur 6ter
- 2020 : Le Noël extraordinaire des Français sur 6ter
- 2021 : Concours Eurovision de la chanson junior 2021 sur France 2, coprésenté avec Olivier Minne et Carla
- Depuis 2022 : Ce soir on chante pour sur W9, coanimé avec Jérôme Anthony
- 2022 et 2023 : Le plus grand karaoké de France sur M6 avec Éric Antoine
- 2022 et 2023 : Histoires de familles sur M6
- Depuis 2022 : W9 d'or sur W9
- Depuis 2022 : M6 sur son 31, que la fête commence ! sur M6 (co-animation avec Agustin Galiana en 2024)
- 2023 : Les 20 chansons de l'année préférées des Français sur M6
- 2023 : La grande soirée des tubes du camping à Montpellier sur W9 avec Jérome Anthony
- 2023-2024 : Tous en cuisine sur M6 avec Cyril Lignac et Jérome Anthony
- 2024-2025 : Tout le monde chante contre le cancer sur W9 avec Jérome Anthony
- 2024 : Les 40 ans du Top 50, la soirée anniversaire sur M6 avec Jérôme Anthony
- 2024 : La Grande soirée des comédies musicales sur W9 avec Hélène Segara
- 2024 : Show Me Your Voice sur M6 avec Issa Doumbia
- 2024 : La grande soirée des tubes du camping à Carcassonne sur W9 avec Jérôme Anthony
- 2024 : Les disques d’or de l’année sur M6
- 2025 : Hit List sur Gulli avec Issa Doumbia
- 2025 : Les Bodin’s en folie la suite sur M6
- Depuis 2025 : Le meilleur du "Plus Grand Cabaret du monde" sur Gulli
- Depuis 2025 : La meilleure destination vacances sur M6 avec Christian Etchebest et Lauriane Gepner.

#### Chroniqueuse
- 2006 : Morning café sur M6
- 2007 : Un Max de services sur Direct 8
- 2010-2011 : Touche pas à mon poste ! sur France 4
- 2012-2013 : Faut pas rater ça ! sur France 4
- 2014 : Touche pas à mon poste ! sur D8
- 2022 : Les 100 vidéos qui ont fait rire le monde entier sur W9
- 2025 : À quel prix ? sur M6

#### Participante / candidate
- Depuis 2001 : Fort Boyard sur France 2
- 2004 : La Ferme célébrités sur TF1 : candidate
- 2005 : Duel de stars sur M6 : candidate
- 2007 : Le Maillon faible sur TF1
- 2009-2016 : Mot de passe sur France 2
- 2009-2010 : La porte ouverte à toutes les fenêtres sur France 4
- 2013 : Tout le monde aime la France sur TF1
- 2013 : La Maison du bluff sur NRJ12
- 2014 : Face à la bande sur France 2
- 2014-2015 : Pyramide sur France 2
- 2015-2018 : Le grand concours des animateurs sur TF1
- 2015 : L'académie des neuf sur NRJ12
- 2014-2015 : Les people passent le bac sur NRJ12
- 2016-2018 puis 2022 : Concours Eurovision de la chanson sur France 2 : porte-parole du jury français
- 2017 : Danse avec les stars sur TF1
- 2017-2018 : Tout le monde a son mot à dire sur France 2
- 2019 : Norbert, commis d'office sur 6ter
- 2021 : Boyard Land sur France 2
- 2025 : Pékin Express : La Route des tribus légendaires sur M6 : « passager mystère »
- 2025 : Tout le monde veut prendre sa place sur France 2 : « Spéciale 40 ans de Cyril Féraud »

#### Jurée
- 2003 : Élection de Miss France 2004 sur TF1
- 2010 : Élection de Mister France 2010 sur NRJ12
- 2012 : Élection de Miss Prestige national 2013 sur Dailymotion
- 2020 : Élection de Miss France 2021 sur TF1
- 2021 et 2022 : Eurovision France, c'est vous qui décidez sur France 2
- 2021 : Show me your voice sur M6

### Parcours à la radio
- 2011-2012 : Manu à la radio ! sur Fun Radio : chroniqueuse
- 2011-2012 : Manu dans le 6/9 ! sur NRJ : animatrice avec Manu Levy
- 2015-2022 : Le meilleur des réveils sur RFM : animatrice avec Bruno Roblès puis Albert Spano
- 2016 : Un dimanche avec… sur RFM
- 2022 : Les Grosses Têtes sur RTL : sociétaire
- Dès 2024 : Stop ou Encore sur RTL : animatrice en remplacement de Éric Jean-Jean

## Filmographie

### Vidéo-clip
- En 2005, elle apparaît dans le clip de la chanson Pom Pom Pom du groupe Factor X.

### Doublage
- 2022 : Tad l'explorateur et la table d'émeraude : Victoria Moon[27]

## Engagement associatif
Elle est la marraine des associations Camélia Dream Team, Rêves, Tous ensemble pour l'avenir de Chloé, Fédération Jumeaux et Plus et Plus, SOS Préma (spécifiquement pour l'opération « We Love Préma »).
En octobre 2007, sur l'initiative de Sylvie Tellier, elle participe, avec 11 autres Miss France, au projet Calendrier 2008 réalisé par Peter Lindbergh en faveur de l'association ELA (Association européenne contre les leucodystrophies) parrainée par Zinédine Zidane.
Le 13 octobre 2018, elle est marraine de la marche solidaire rennaise (organisée par le centre commercial Colombia) pour la lutte contre le cancer du sein. C'est la 9e édition de cette manifestation, Élodie Gossuin succédant à la comédienne Frédérique Bel.

## Courses automobiles - Sport
Marraine du Trophée Andros, la course automobile sur glace, lors de la saison 2004-2005, Élodie Gossuin y participe ensuite chaque année comme pilote.
Le 16 février 2008, elle remporte l'épreuve du Stade de France en équipe avec Franck Lagorce.
En 2009, Élodie Gossuin effectue un vol parabolique en apesanteur à bord d'un avion Airbus A300 ZERO-G, accompagnée par Jean-François Clervoy, PDG de Novespace.

## Vie privée
Le 1er juillet 2006, Élodie Gossuin épouse le mannequin Bertrand Lacherie,.
Le 21 décembre 2007, elle donne naissance à des jumeaux dizygotes, Jules et Rose.
Elle donne à nouveau naissance à des jumeaux le 9 octobre 2013, un garçon et une fille, prénommés Léonard et Joséphine.

## Ouvrages
- Élodie Gossuin, Mes rêves, mes passions, mes espoirs, éditions Michel Lafon, 2004 (ISBN 978-2749901145)
- Élodie Gossuin, Miss Maman. Guide de la mère (im)parfaite, éditions La Martinière, 2017 (ISBN 978-2732482880)
- Élodie Gossuin, Miss Catastrophe, éditions du dragons d'or, 2022, 32 p. (ISBN 9782821215825)
- Élodie Gossuin, Nelly Deflisque, Céline Bailleux, Mam's 16 chroniques BD sur la famille, ses joies, ses galères... et ses licornes à paillettes ! Avec des conseils délires et des retours d'experts testés et approuvés, Solar, 2023.